# Deanna Durbin
Deanna Durbin, nome d'arte di Edna Mae Durbin (Winnipeg, 4 dicembre 1921 – Parigi, 17 aprile 2013), è stata un'attrice e cantante canadese in voga negli anni trenta e quaranta.
Star del cinema hollywoodiano, fu l'attrice e cantante più popolare delle commedie musicali dello studio Universal Pictures, forte di un successo dovuto anche alla sua voce da soprano leggero.
Ricevette un premio Oscar (1939) nella categoria giovani attori.
La sua storica rivale è stata Judy Garland.
Sapeva ironizzare sulla sua aria da ragazza della porta accanto dal viso acqua e sapone dicendo di sé:
Una stella sulla Hollywood Walk of Fame ricorda la sua carriera.

## Biografia
Nata al Grace Hospital di Winnipeg, nella provincia canadese di Manitoba, da James ed Ada Durbin, entrambi di origini britanniche (provenivano dal Lancashire ed avevano un'altra figlia di nome Edith), si trasferì con la famiglia in California quando era ancora molto giovane. Il suo nome d'arte, "Deanna", lo ricavò anagrammando parzialmente il suo nome di nascita, Edna.
Presto la sua voce cristallina e armoniosa divenne oggetto delle attenzioni di diversi talent-scouts, che riuscirono a convincerla nel firmare il suo primo contratto con una major cinematografica, la MGM nel 1936 all'età di soli quattordici anni, per apparire in un musical dal titolo Every Sunday, al fianco di un'altra nuova scoperta che si chiamava Judy Garland. Sebbene la pellicola avesse lo scopo di promuovere entrambe, i produttori della MGM discussero a lungo sulla opportunità di lanciare contemporaneamente due nuove attrici cantanti, e questa fu la decisione finale del grande produttore Louis B. Mayer, ma nel corso dei mesi successivi questa politica venne mutata a favore della sola Garland mentre il contratto con la Durbin venne sciolto.
La giovane attrice fu tuttavia subito scritturata dalla concorrente Universal Studios che la lanciò nella pellicola Tre ragazze in gamba, con la regia di Henry Koster, che avrebbe in seguito diretto gran parte delle sue pellicole. Il film, oltre a segnare il vero debutto cinematografico dell'attrice (la precedente pellicola era un musical di durata molto breve), si rivelò un enorme successo di critica e di pubblico, e permise alla Universal Studios, insieme alla pellicola successiva dal titolo Cento uomini e una ragazza di salvarsi dall'imminente bancarotta.
Nel 1939 ricevette, a pari merito con l'attore Mickey Rooney, il premio Honorary Juvenile Award per il miglior giovane attore statunitense, e da quel momento divenne una delle attrici e cantanti più popolari non soltanto negli Stati Uniti ma in tutto il mondo.
La sua notorietà attraversò i cinque continenti. Nel 1941 Benito Mussolini scrisse una lettera aperta sul giornale Il Popolo d'Italia che invitava l'attrice ad adoperarsi per convincere il presidente statunitense Franklin Delano Roosevelt a non entrare nella seconda guerra mondiale, invito mai raccolto dalla Durbin. Anna Frank, simbolo delle vittime dell'olocausto, aveva sul muro della stanza dell'appartamento dove si rifugiava con la famiglia, delle foto (ancora visibili) dell'attrice, che amava moltissimo, come dimostrato nel documentario girato dal migliore amico della Frank, Pick-Goslar, dal titolo Anne Frank Remembered.
Winston Churchill la considerava un talento formidabile e voleva vedere in anteprima le pellicole dell'attrice prima che venissero distribuite nelle sale, e festeggiava le vittorie britanniche rivedendosi il suo film preferito, Cento uomini e una ragazza.
In Inghilterra nel 1942 fu organizzato un Deanna Durbin Festival di sette giorni, nei quali le pellicole dell'attrice venivano proiettate in esclusiva nei cinema appartenenti al circuito dell'Odeon Theatre Circuit, con grandi incassi.
La Durbin aveva anche qualità di soprano: la celebre insegnante di canto lirico, suor Mary Leo, che formò Malvina Major e Kiri Te Kanawa, incitava pubblicamente i suoi allievi a imitare le tecniche della Durbin.
Interruppe la carriera nel 1948 quando, trentenne, era una delle attrici più pagate di Hollywood, rinfacciando ai produttori lo scarso livello dei suoi film. All'inizio degli anni cinquanta rifiutò offerte per un ritorno sullo schermo al fianco di Mario Lanza.
Si ritirò in Francia dove rimase fino alla morte, il 17 aprile del 2013 a 91 anni: la notizia fu diramata diversi giorni dopo.

## Filmografia
- Every Sunday, regia di Felix E. Feist (1936)
- Tre ragazze in gamba (Three Smart Girls), regia di Henry Koster (1936)
- Cento uomini e una ragazza (One Hundred Men and a Girl), regia di Henry Koster (1937)
- Pazza per la musica (Mad About Music), regia di Norman Taurog (1938)
- Quella certa età (That Certain Age), regia di Edward Ludwig (1938)
- For Auld Lang Syne documentario, regia di Burk Symon (1939)
- Le tre ragazze in gamba crescono (Three Smart Girls Grow Up), regia di Henry Koster (1939)
- Il primo bacio (First love), regia di Henry Koster (1939)
- Parata di primavera (Spring Parade), regia di Henry Koster (1940)
- Questa è la vita (It's A Date), regia di William A. Seiter (1940)
- Una ragazza per bene (Nice Girl?), regia di William A. Seiter (1941)
- La prima è stata Eva (It Started with Eve), regia di Henry Koster (1941)
- Tua per sempre (Hers To Hold), regia di Frank Ryan (1943)
- Le conseguenze di un bacio (His Butler's Sister), regia di Frank Borzage (1943)
- Verso l'ignoto (The Amazing Mrs. Holliday), regia di Bruce Manning (1943)
- California (Can't Help Singing), regia di Frank Ryan (1944)
- Vacanze di Natale (Christmas Holiday), regia di Robert Siodmak (1944)
- Due pantofole e una ragazza (Lady on the Train), regia di Charles David (1945)
- La commedia è finita (Because Of Him), regia di Richard Wallace (1946)
- Brivido d'amore (I'll Be Yours), regia di William A. Seiter (1947)
- Scritto nel vento (Something In The Wind), regia di Irving Pichel (1947)
- La telefonista della Casa Bianca (For The Love Of Mary), regia di Frederick de Cordova (1948)
- Up in Central Park, regia di William A. Seiter (1948)

## Discografia
- Alice Blue Gown
- Alleluia (da 100 Men and a Girl)
- Always (da Christmas Holiday)
- Adeste Fideles
- Amapola (da First Love)
- Annie Laurie
- Any Moment Now (da Can't Help Singing)
- Ave Maria (da Mad About Music)
- Ave Maria (da It's a Date)
- Be a Good Scout (da That Certain Age)
- Because (da Three Smart Girls Grow Up)
- Begin the Beguine (da Hers to Hold)
- Beneath the Lights of Home (da Nice Girl)
- The Blue Danube (da Spring Parade)
- Brahms' Lullaby (da I'll Be Yours)
- Brindisi (Libiamo ne' lieti calici) (da 100 Men and a Girl)
- Californ-I-Ay
- Can't Help Singing (da Can't Help Singing)
- Carmena Waltz
- Chapel Bells (da Mad About Music)
- Cielito Lindo (Beautiful Heaven)
- Ciribiribin
- Clavelitos (da It Started with Eve)
- Danny Boy (da Because of Him)
- Embraceable You
- Every Sunday (con Judy Garland)
- Filles de Cadiz (The Maids of Cadiz) (da That Certain Age)
- Gimme a Little Kiss, Will Ya, Huh? (da  Lady on a Train)
- God Bless America
- Goin' Home (da It Started With Eve)
- Goodbye (da Because of Him)
- Granada (da I'll Be Yours)
- A Heart That's Free (da 100 Men and a Girl)
- Home! Sweet Home! (da First Love)
- Il Bacio (The Kiss) (da Three Smart Girls)
- I'll Follow My Sweet Heart
- I'll Take You Home Again Kathleen (da For the Love of Mary)
- I'll See You In My Dreams
- I Love to Whistle (da Mad About Music)
- (I'm) Happy Go Lucky and Free (da Something in the Wind)
- (I'm) Happy Go Lucky and Free (da Something in the Wind)
- In the Spirit of the Moment (da His Butler's Sister)
- Italian Street Song
- It's a Big Wide Wonderful World (da For the Love of Mary)
- It's Dreamtime (da I'll Be Yours)
- It's Foolish But It's Fun (da Spring Parade)
- It's Only Love (da Something In The Wind)
- It's Raining Sunbeams (da 100 Men and a Girl)
- Invitation to the Dance (da Three Smart Girls Grow Up)
- Je Veux Vivre ( Roméo et Juliette) (da That Certain Age)
- Kiss Me Again
- La Estrellita (Little Star)
- Largo Al Factotum (The Barber of Seville) (da For the Love of Mary)
- The Last Rose of Summer (da Three Smart Girls Grow Up)
- Loch Lomond (da It's a Date)
- Love at Last (da Nice Girl)
- Love is All (da It's a Date)
- Lover (da Because of Him)
- Love's Old Sweet Song
- Make Believe
- Mighty Like a Rose (da The Amazing Mrs. Halliday'')
- Molly Malone
- More and More (da Can't Help Singing)
- More and More/Can't Help Singing (da Can't Help Singing)
- Musetta's Waltz  (La bohème)  (da It's a Date)
- My Heart is Singing (da Three Smart Girls Grow Up)
- My Hero
- My Own (da That Certain Age)
- Nessun dorma (Turandot) (da His Butler's Sister)
- Never in a Million Years/ Make Believe
- Night and Day (da Lady on a Train)
- O Come, All Ye Faithful
- Old Folks at Home (da Nice Girl)
- The Old Refrain (da The Amazing Mrs. Holiday)
- On Moonlight Bay (da For the Love of Mary)
- One Fine Day (Madama Butterfly)  (da First Love)
- One Night of Love
- Pace, Pace, Mio Dio (La forza del destino) (da Up In Central Park)
- Pale Hands I Loved (Kashmiri Song) (da Hers to Hold)
- Perhaps (da Nice Girl)
- Poor Butterfly
- The Prince
- Russian Medley (da His Butler's Sister)
- Sari Waltz (Love's Own Sweet Song) (da I'll Be Yours)
- Say a Pray'r for the Boys Over There (da Hers to Hold)
- Seal It With a Kiss
- Seguidilla (Carmen)  (da Hers to Hold)
- Serenade to the Stars (da Mad About Music)
- Silent Night (da Lady on a Train)
- Someone to Care for Me (da Three Smart Girls)
- Something in the Wind (da Something in the Wind)
- Spring in My Heart (da First Love)
- Spring Will Be a Little Late This Year (da Christmas Holiday)
- Swanee – Old Folks at Home (da Nice Girl)
- Summertime (Porgy and Bess)
- Sweetheart
- Thank You America (da Nice Girl)
- There'll Always Be An England (da Nice Girl)
- The Turntable Song (da Something in the Wind)
- Two Guitars (da His Butler's Sister)
- Two Hearts
- Un bel dì vedremo (Madama Butterfly)  (da First Love)
- Viennese Waltz (da For The Love Of Mary)
- Vissi d'arte (Tosca)  (da The Amazing Mrs. Holiday)
- Waltzing in the Clouds (da Spring Parade)
- When April Sings (da Spring Parade)
- When I Sing (da It Started with Eve)
- When the Roses Bloom Again
- When You're Away (da His Butler's Sister)
- You Wanna Keep Your Baby Looking Nice, Don't You (da Something in the Wind)
- You're as Pretty as a Picture (da That Certain Age)

## Riconoscimenti
- Oscar giovanile (1939)
- Hollywood Walk of Fame
- Young Hollywood Hall of Fame (1930's)

## Doppiatrici italiane
- Rosetta Calavetta in Parata di primavera, Quella certa età, Tre ragazze in gamba crescono, Pazza per la musica, Cento uomini e una ragazza, La telefonista della Casa Bianca, Due pantofole e una ragazza
- Lydia Simoneschi in Tua per sempre, Le conseguenze di un bacio, La commedia è finita, Brivido d'amore, Scritto sul vento, Vacanze di Natale, California
- Rina Morelli in Tre ragazze in gamba[4]
- Rita Savagnone in La prima è stata Eva (Ridoppiaggio)